# Běleč (district de Kladno)
Pour les articles homonymes, voir Běleč.
Běleč (en allemand :  Bieletsch) est une commune du district de Kladno, dans la région de Bohême-Centrale, en République tchèque. Sa population s'élevait à 326 habitants en 2020.

## Géographie
Běleč se trouve à 13 km au sud-ouest de Kladno et à 32 km à l'ouest du centre de Prague.
La commune est limitée par Lhota au nord, par Bratronice à l'est, par Nižbor au sud, et par Sýkořice et Zbečno à l'ouest.

## Histoire
La première mention écrite du village date de 1352. Pendant la Seconde Guerre mondiale et dans le cadre du protectorat de Bohême-Moravie, le village fut renommé Bleichen de 1939 à 1945.